# Сижинское
Сижинское — деревня в Селижаровском муниципальном округе Тверской области.

## География
Находится в западной части Тверской области на расстоянии приблизительно 10 км на юг-юго-восток по прямой от административного центра округа поселка Селижарово.

## История
Деревня была показана ещё на карте 1825 года. В 1859 году здесь (деревня Осташковского уезда Тверской губернии) было учтено 15 дворов, в 1939 — 36. До 2017 года входила в Захаровского сельского поселения, с 2017 по 2020 год в составе Селижаровского сельского поселения Селижаровского района до их упразднения.

## Население
Численность населения: 112 человек (1859 год), 27 (русские 96 %) 2002 году, 9 в 2010.